# Jernej Kopitar
Jernej Kopitar (Repnje, 1780 – Vienna, 1844) è stato un filologo sloveno.
Fu bibliotecario della Hofbibliothek di Vienna e censore dal 1810. Cercò di diffondere l'interesse per la lingua slava ed il vernacolo, ma la sua opera fu ampliata dal suo miglior discepolo, Vuk Karadžić. Nel 1826 diede alle stampe un documento paleoslavico e ne fornì traduzioni in varie lingue ed un approfondito commento filologico.